# Wenik

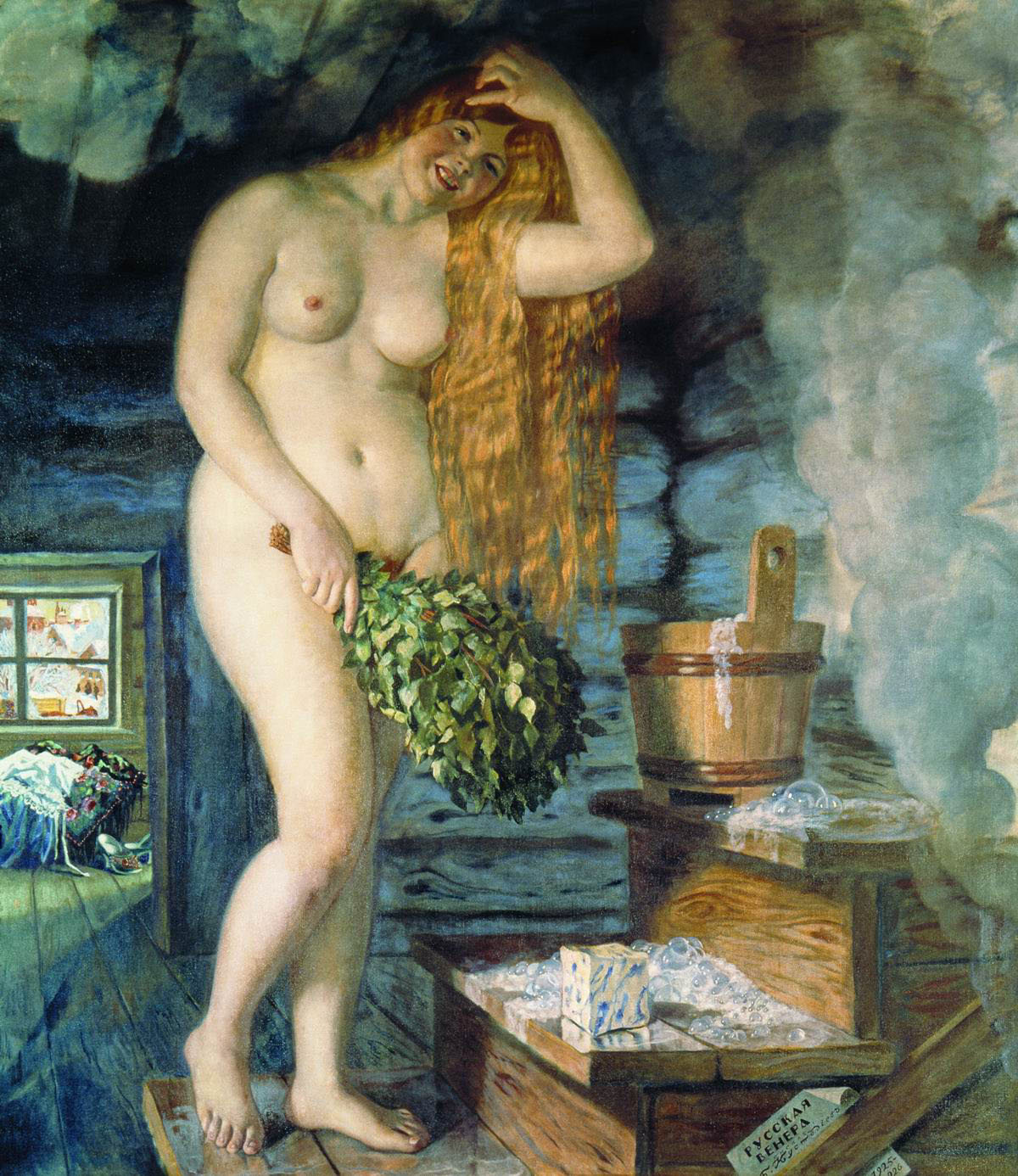
Boris Kustodijew, Russische Venus (1925–1926)

Das russische Wort Wenik (russisch веник) bedeutet Besen oder Birkenrute und hat zwei Bedeutungen. 
Als Besen bezeichnet es einen Reisigbesen, der in Russland weit verbreitet ist. Der Wenik als „Birkenrute“ hat für die Banjagänge (der russischen Variante der Sauna) eine enorme Bedeutung. Im Sommer wird ein Bündel Birkenzweige gepflückt, um anschließend in der Banja einem Ritual zu dienen, das in der mitteleuropäischen Saunakultur noch kaum Eintritt gefunden hat und deshalb oftmals Verwunderung hervorruft.
Der Wenik wird benutzt, um den Körper damit abzuschlagen. Die Blutzirkulation wird so angeregt, und es entsteht ein wohliges Gefühl der Entspannung. Am besten ist jedoch, wenn man sich von anderen Banjagängern abschlagen lässt. Das Abschlagen mit frischen und/oder gut eingeweichten Weniks ist schmerzfrei und angenehm. Anders bei einem getrockneten Wenik. Dieser muss lange genug eingeweicht werden, damit er keine Schmerzen verursacht. 
In der finnischen Sauna ist das Abschlagen mit Birkenruten ebenfalls üblich, diese werden dort Vasta oder Vihta genannt.